# Субпрефектура Фрегезія-ду-О
Субпрефектура Фрегезія-ду-О (порт. Subprefeitura da Freguesia do Ó) — одна з 31 субпрефектури міста Сан-Паулу, розташована на північному сході міста. Її повна площа 31,5 км², населення понад 391 тис. мешканців. Складається з 2 округів:
- Фрегезія-ду-О (Freguesia do Ó)
- Бразіландія (Brasilândia)